# 우와지마성

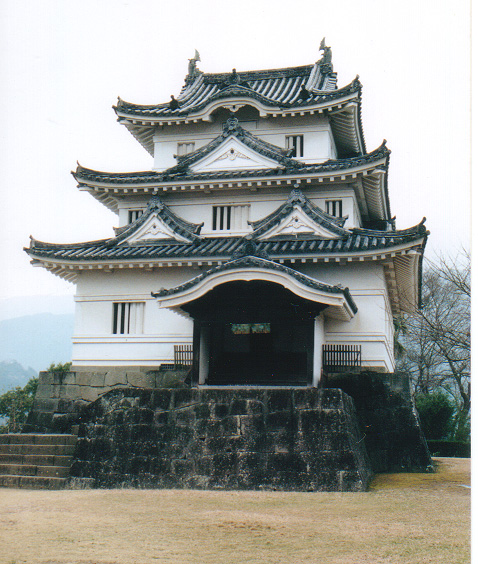
천수

우와지마성(일본어: 宇和島城)은 에히메현 우와지마시 마루노우치에 있는 제곽식 평산성이다. 국가 지정 사적이다. 다른 이름으로는 쓰루지마 성(鶴島城), 마루베시 성(丸串城)이다. 에도 시대에는 우와지마번의 번청으로 사용되었다.

## 개요
성의 배치는 제곽식 평산성이다. 도도 다카토라에 의해 성이 만들어졌다. 동쪽에는 해자, 서쪽의 반 정도는 바다에 면있어 성의 방어 유리하지만, 현재 해자와 바다는 전부 매워져있다. 천수는 현존하는 12곳의 천수각 중 하나이다. 국가 중요문화재로 지정되었다. 시 지정 문화재로는 노보리 다치 문이 현존하며, 석벽도 볼 수 있다.

## 역사
헤이안 시대 ~ 아즈치모모야마 시대
- 941년 게이고시[1]인 다치바나노 도야스가 후지와라노 스미토모의 난 때 이 지역에 작은 성채를 축성한다.
- 1236년 사이온지 긴쓰네가 우와지마 지방을 세력하에 두고, 작은 성채 정도의 성을 축성한다. 당시 우와지마 성은 마루베시 성이라고 불리었다.
- 1546년 이에후지 겐모쓰가 성주가 되어, 오토모씨와 조소카베씨 등의 공격을 방어한다.
- 1575년 사이온지 노부히사가 성주로 부임한다.
- 1585년 도요토미 히데요시의 시코쿠 정벌에 의해 이요 국은 고바야카와 다카카게의 영지로 되었다. 다카카게의 가신 모치다 우쿄가 마루베시 성의 조다이[2]로 입명되어 성을 관리한다.
- 1587년 다카카게는 지쿠젠국으로 전봉되고, 대신 오즈성의 도다 가쓰타카가 입성한다.
- 1595년 도도 다카토라가 우와 군 7만석에 입봉, 입성한다.
- 1596년 다카토라가 성을 대대적으로 개수한다.
- 1601년 현재의 모습의 성으로 완성되었다. 이름을 우와지마 성으로 고친다. 도도 다카토라는 세키가하라 전투의 공으로 전년에 이요 국 고쿠후(이마바리시)로 이봉이 결정되었지만, 성이 완성된 모습을 본후 고쿠후로 이주했다.

에도 시대
- 1608년 도미타 노부타카가 이세국으로부터 전봉 입성한다.
- 1613년 도미타 노부타카가 사카자키 나오모리의 가신을 죽인 나오모리의 조카를 숨겨준 일로 인해 사카자키 나오모리와 다툼이 일어난다. 이로 인해 도미타 노부타카는 막부에 의해 영지가 몰수되고, 우와지마번은 막부 직할령이 된다. 그리고, 도도 요시카쓰를 조다이로 입명한다.
- 1614년 다테 마사무네의 서장자 히데무네가 10만석에 입봉되어 이듬해인 1615년에 입성한다.
- 1662년 제2대 번주 무네토시가 노후화된 성을 수리하기 시작한다.
- 1671년 성의 수리가 완료되었다.

메이지 시대 이후
- 1871년(메이지 4년) 메이지 정부에 의해 병부성에 귀속되어 오사카 진대[3]로 예편된다.
- 1900년(메이지 33년) 무렵 망루와 성문등이 해체되었다.
- 1934년(쇼와 9년) 천수, 오테 문이 국보로 지정되었다.
- 1937년(쇼와 12년) 성 전체가 국가 사적으로 지정되었다.
- 1945년(쇼와 20년) 태평양 전쟁으로 오테 문이 소실되었다.
- 1949년(쇼와 24년) 다테씨로부터 성의 대부분은 우와지마 시에 기증한다.
- 1950년(쇼와 25년) 문화재 보호법 제정에 따라 천수가 중요 문화재로 지정된다.
- 1960년 ~ 1962년 천수를 해체 수리한다.
- 2006년(헤이세이 18년) 4월 6일 일본 100 명성에 선정된다.

## 천수
독립식 승탑형 3층3계의 천수이다. 애초에는 도도 다카토라가 망루형 3층 천수로 세웠지만, 1662년부터 1671년까지 다테 무네토시에 의해 개수되어 승탑형인 현재 모습을 띠게 되었다. 현존하는 12 천수중 하나이며, 국가 중요문화재이다.

## 교통
- JR 시코쿠 우와지마역 하차, 등반로까지 도보로 15분, 등반로에서 천수각까지 20분 소요